# Passo San Marco
Der Passo San Marco (deutsch: „San-Marco-Pass“) ist ein Gebirgspass in den Bergamasker Alpen mit einer Scheitelhöhe von 1985 m s.l.m., der Morbegno im Veltlin mit Mezzoldo und Olmo al Brembo in der Provinz Bergamo verbindet. Die Passstraße ist die kürzeste Verbindung vom Splügenpass über das Veltlin ins Bergamaskische.

## Geschichte
Schon im Spätmittelalter führte ein ansehnlicher Personen- und Warenverkehr über den San-Marco-Pass, welcher damals noch als Montagna del Giogo bzw. Monte Giogo bezeichnet wurde. Die Bezeichnung „Giogo“ ist mit Joch gleichzusetzen, eine Bezeichnung für einen Pass, welche im Tiroler Raum sehr häufig ist. Im 16. Jahrhundert tauchen neue Passnamen auf, so die Bezeichnungen Monti di Averara, also Averarapass – nach einer Ortschaft am Südende des eigentlichen Passweges, ein Name, der vor allem von den Bergamaskern benutzt wurde und Monte Albil, von den Veltlinern bevorzugt. Die heutige Bezeichnung Passo San Marco erhielt er erst 1594. Damit wurde San Marco, also dem heiligen Markus gedacht, der der Schutzpatron der Venezianer ist.
Der San Marco war spätestens ab dem späten Mittelalter Teil des viel begangenen Handelsweges von Venedig über Graubünden nach Süddeutschland. Wohl in dieser Zeit hatten die Gemeinden Albaredo und Morbegno einen Weg über den Pass gebaut, dieser führte aber noch über Averara und noch nicht über Mezzoldo. Die Nordseite war von den beiden Veltliner Gemeinden ausreichend ausgebaut worden, die Bergamasker Südseite war aber nur ein noch älterer Pfad und gefährlich steil.
Im Jahre 1552 ersuchten daher 40 Gemeinden des Val Brembana, an der Südroute zum San Marco Pass, den Senat von Venedig um Hilfe beim Ausbau und der Verbesserung des Weges über den San Marco. Die Bittsteller wiesen auch auf die strategische Bedeutung hin, der Pass wäre gegen einen Feind leicht zu verteidigen und zu sperren. Auch der Bündner Gesandte Friedrich Salis drängte im Jahre 1557 bei einem Besuch in Venedig auf einen Ausbau des Passweges. Aber Venedig ließ sich nicht von der Notwendigkeit eines Ausbaus überzeugen. Das änderte sich erst, als die Gegensätze zwischen Venedig und Habsburg-Spanien überhandnahmen, noch vor Ende des 16. Jahrhunderts wurde das Projekt der San-Marco-Straße verwirklicht. Danach konnte der Verkehr von Venedig, über Bergamo, den San Marco und Splügen bzw. Septimer, nach Chur und weiter nach Deutschland ungehindert seinen Weg nehmen.
Seit 2021 ist die Straße über den Passo San Marco Staatsstraße. Die Straße trägt die Nummer SS 470.